# OZZY!!
『OZZY!!』（オジー!!）は、BEAT CRUSADERS&SKAYMATE'Sのスプリット・アルバムである。BEAT CRUSADERSとしては、2枚目のスプリット・アルバム。

## 収録曲
1. BABYFACE (4:03) - BEAT CRUSADERS&SKAYMATE’S
作詞:atsuyoshi uechi/toru hidaka
作曲:SKM/toruhidaka
PVが制作されている。
2. PARTY NIGHTS BOOGIE-WOOGIE TRAIN(3:49) - BEAT CRUSADERS&SKAYMATE’S
作詞:atsuyoshi uechi/toru hidaka
作曲:SKM/toruhidaka
3. BELINDA (2:22) - BEAT CRUSADERS
作詞・作曲:toruhidaka
4. バイバイバイキング (3:27) - SKAYMATE’S
作詞:rui irei
作曲:SKM
5. 13RONDO (4:59) - BEAT CRUSADERS&SKAYMATE’S
作詞:atsuyoshi uechi/rui irei
作曲:SKM/toruhidaka
6. ROCK導入 (4:34) - BEAT CRUSADERS&SKAYMATE’S
作詞:atsuyoshi uechi/rui irei/toru hidaka
作曲:SKM/toruhidaka
7. 出鱈目同志的賛歌~校歌編~ (2:46) - BEAT CRUSADERS&SKAYMATE’S
作詞・作曲:SKM/BEAT CRUSADERS